# Las Choapas
Las Choapas est une ville mexicaine située dans l'État de Veracruz. Elle le chef-lieu de la municipalités de même nom. Établie à l'intérieur des terres, sur la rive occidentale de la rivière Río Tancochapa, elle est frontalière de l'État de Tabasco, tout en étant non loin du littoral du golfe du Mexique, dans la plaine côtière, à basse altitude.

## Géographie
La ville est localisée dans la partie sud du Mexique, dans le golfe du Mexique, plus précisément dans la Baie de Campêche, et bien qu'à quelques distances de la côte, elle fait partie de la plaine côtière, avec une altitude moyenne de 10 mètres. Elle fait partie de l'Isthme de Tehuantepec, entre golfe du Mexique, dont elle est le plus proche, et le Golfe de Tehuantepec. Elle est des villes de Coatzacoalcos et de Minatitlán. Elle est établie sur la rive ouest de la rivière Río Tancochapa, rivière affluente du Río Tonalá. L'État de Tabasco, dont elle est limitrophe, commence sur la rive est du Río Tancochapa.

## Histoire

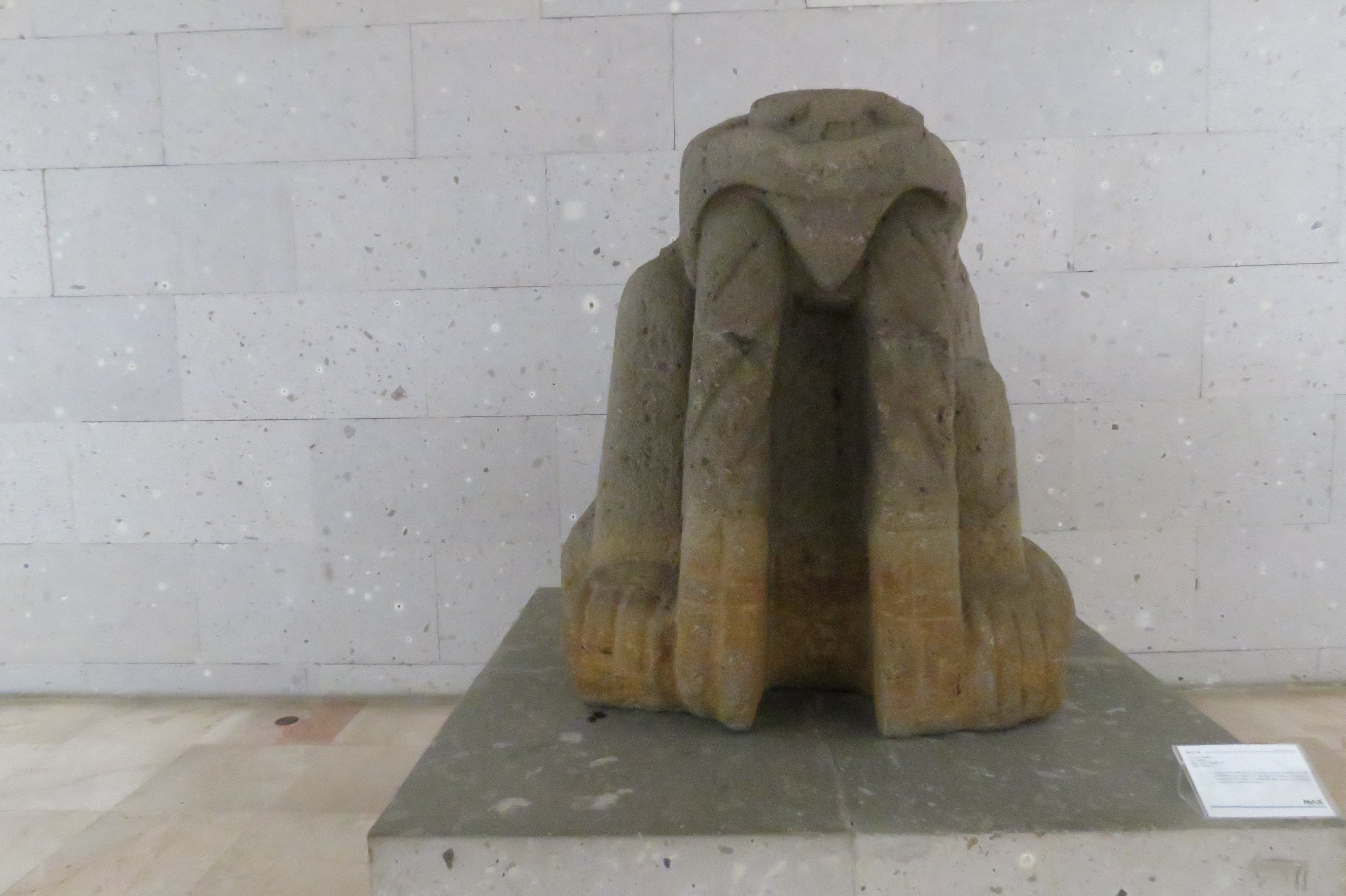
Jaguar de la culture Olmèque, découvert dans la jungle, sur le territoire de la municipalité

L'histoire préhispanique de ce secteur est complexe. Elle comprend principalement quatre cultures indigènes. Les Huastecos et Otomis occupaient le nord, tandis que les Totonacs résidaient au centre-nord. Les Olmèques, l'une des plus anciennes cultures des Amériques, sont devenus dominants dans la partie sud de Veracruz. Un site archéologique préhispanique est connu sur le territoire de la municipalité. En l'absence de fouilles archéologiques, son attribution à une culture et à une période chronologique n'est pas possible.
Le nom de Las Choapas a été porté par un pétrolier commandé en 1898 par la Standard Oil of New Jersey, le SS Las Choapas. Torpillé le 22 juin 1942 par le sous-marin allemand U-129, il coule à l'Est de Tecolutla, dans l'État du Veracruz.

## Économie
La compagnie pétrolière Pemex possède un hôpital établi dans la ville.

## Éducation
La ville abrite plusieurs instituts d'études supérieures pour la filière technologique, dont l'Instituto Tecnológico Superior de Las Choapas.